# 中野二郎 (大陸浪人)
中野 二郎（なかの じろう、元治元年（1864年） - 昭和3年（1928年）2月9日）は、大陸浪人。東邦協会創立会員、東亜同文会会員。天門と号した。

## 略歴
- 元治元年、会津藩士中野喜通の次男として会津若松に生れる。
- 東京師範学校を卒業し、小学校教員となる。
- 1884年（明治17年）、上海に渡航し東洋学館（興亜会上海分校）に投じる。間もなく、福州に赴き、小沢豁郎らに合流する。
- 荒尾精が漢口楽善堂に拠ると、同所に加わる。岡本柳之助と交わる。
- 荒尾が日清貿易研究所を創設した1890年（明治23年）頃、郷里に帰り、雑誌を発行。支那問題を論じ、鈴木天眼・白井新太郎の寄稿を得る。
- 1893年（明治26年）、札幌の北門新報記者となり、やがて社長となる。
- 日清戦後に対露策に転じ、1895年（明治28年）、札幌に露語研究会を設立。陸軍軍人も勧誘し、札幌偕行社内に露語講習会を開く。
- 1897年（明治30年）夏、県文夫とともに露領シベリア視察旅行。
- 北海道庁長官となった安場保和から支援を受け[1]、1898年（明治31年）、札幌露清語学校を創立し、ロシア人・清国人を教師として招聘した。陸軍の委託生も教える[2]。
- 1900年（明治33年）3月、露清語学校閉校。中野は北清事変を契機として北京・天津付近を往来。
- 日露戦争後、間島方面の経営に向かい、天宝山銀鉱の経営を試みる。
- 1921年（大正10年）、脳溢血に倒れる。
- 1927年（昭和2年）2月9日、静岡県伊東町にて没する[3]。

## 著作等
- 露国大蔵省編、中野二郎・県文夫訳『満洲通志』東京・東亜同文館、1906年（明治39年）4月